# Brian Evans
Brian Keith Evans (Rockford, Illinois; 13 de septiembre de 1973) es un exjugador de baloncesto estadounidense que jugó tres temporadas en la NBA y en la liga italiana. Con 2,03 metros de estatura, jugaba en la posición de alero.

## Trayectoria deportiva

### Universidad
Tras jugar al baloncesto en el Instituto Terre Haute South en Indiana, asistió a la Universidad de Indiana durante cuatro años. En 1996 fue nombrado MVP de la Big Ten Conference tras promediar más de 21 puntos y 7 rebotes con los Hoosiers y formó parte del tercer equipo del All-America.

### Profesional
Evans fue seleccionado en la 27.ª posición del Draft de la NBA de 1996 por Orlando Magic, aunque llegó a contar con pocas oportunidades en el equipo. El 19 de febrero de 1998 fue traspasado a New Jersey Nets junto con Rony Seikaly a cambio de Kevin Edwards, Yinka Dare, David Benoit y una primera ronda del draft de 1998. En los Nets disputó el resto de la temporada y 11 partidos de la siguiente hasta que fue enviado a Minnesota Timberwolves en un traspaso a tres bandas el 11 de marzo de 1999. 15 días después fue cortado por los Timberwolves.
Desde 1999 hasta 2002 se marchó a jugar a Italia, pasando por el Lineltex Imola (1999-2000), Montepaschi Siena (2000-2001) y Viola Reggio Calabria. Durante su etapa transalpina promedió 16.2 puntos en 85 partidos, todos ellos como titular, dejando su mejor marca anotadora individual en 51 puntos con el Imola.

## Estadísticas de su carrera en la NBA

### Temporada regular
| Temporada | Edad | Equipo     | Liga | P   | TIT | MIN  | TC  | TCA | %TC  | 3P  | 3PA | %3P  | TL  | TLA | %TL   | R.OF. | R.DEF. | REB | ASIS | ROB | TAP | PER | FP  | PTS |
| 1996-97   | 23   | Orlando    | NBA  | 14  | 0   | 4.2  | 0.6 | 1.6 | .364 | 0.3 | 0.6 | .500 | 0.0 | 0.0 |       | 0.1   | 0.5    | 0.6 | 0.5  | 0.1 | 0.1 | 0.1 | 0.4 | 1.4 |
| 1997-98   | 24   | TOTAL      | NBA  | 72  | 1   | 12.4 | 1.7 | 4.3 | .394 | 0.4 | 1.2 | .333 | 0.6 | 0.8 | .807  | 0.7   | 1.2    | 1.9 | 0.8  | 0.4 | 0.2 | 0.5 | 1.4 | 4.5 |
| 1997-98   | 24   | Orlando    | NBA  | 44  | 0   | 12.8 | 1.8 | 4.7 | .374 | 0.3 | 1.0 | .267 | 0.9 | 1.1 | .833  | 0.7   | 1.2    | 1.9 | 0.7  | 0.5 | 0.2 | 0.5 | 1.3 | 4.7 |
| 1997-98   | 24   | New Jersey | NBA  | 28  | 1   | 11.9 | 1.6 | 3.8 | .434 | 0.6 | 1.5 | .405 | 0.2 | 0.3 | .667  | 0.6   | 1.2    | 1.9 | 0.9  | 0.3 | 0.2 | 0.5 | 1.6 | 4.1 |
| 1998-99   | 25   | TOTAL      | NBA  | 16  | 0   | 9.1  | 0.8 | 2.8 | .295 | 0.3 | 0.8 | .308 | 0.3 | 0.3 | 1.000 | 0.4   | 0.8    | 1.2 | 0.9  | 0.3 | 0.2 | 0.1 | 0.5 | 2.1 |
| 1998-99   | 25   | New Jersey | NBA  | 11  | 0   | 11.0 | 1.0 | 3.1 | .324 | 0.4 | 1.0 | .364 | 0.4 | 0.4 | 1.000 | 0.4   | 1.2    | 1.5 | 1.3  | 0.3 | 0.3 | 0.2 | 0.6 | 2.7 |
| 1998-99   | 25   | Minnesota  | NBA  | 5   | 0   | 4.8  | 0.4 | 2.0 | .200 | 0.0 | 0.4 | .000 | 0.0 | 0.0 |       | 0.4   | 0.0    | 0.4 | 0.2  | 0.4 | 0.0 | 0.0 | 0.2 | 0.8 |
| Total     |      |            | NBA  | 102 | 1   | 10.8 | 1.4 | 3.7 | .381 | 0.4 | 1.1 | .343 | 0.5 | 0.6 | .820  | 0.5   | 1.1    | 1.6 | 0.8  | 0.3 | 0.2 | 0.4 | 1.1 | 3.7 |

### Playoffs
| Temporada | Edad | Equipo     | Liga | P | MIN | TCA | TC | 3PA | 3P | TLA | TL | R.OF. | REB | ASIS | ROB | TAP | PER | FP | PTS | %TC   | %3P | %FT | MIN | PTS | REB | AST |
| 1996-97   | 23   | Orlando    | NBA  | 2 | 7   | 1   | 1  | 0   | 0  | 0   | 0  | 0     | 0   | 2    | 1   | 0   | 0   | 0  | 2   | 1.000 |     |     | 3.5 | 1.0 | 0.0 | 1.0 |
| 1997-98   | 24   | New Jersey | NBA  | 3 | 4   | 0   | 0  | 0   | 0  | 0   | 0  | 0     | 1   | 0    | 0   | 0   | 0   | 0  | 0   |       |     |     | 1.3 | 0.0 | 0.3 | 0.0 |
| Total     |      |            | NBA  | 5 | 11  | 1   | 1  | 0   | 0  | 0   | 0  | 0     | 1   | 2    | 1   | 0   | 0   | 0  | 2   | 1.000 |     |     | 2.2 | 0.4 | 0.2 | 0.4 |